# Haltepunkt Dortmund Universität
Der Haltepunkt Dortmund Universität ist ein unterirdischer Haltepunkt an der S-Bahn-Strecke zwischen Dortmund und Bochum.

## Entstehung und Lage

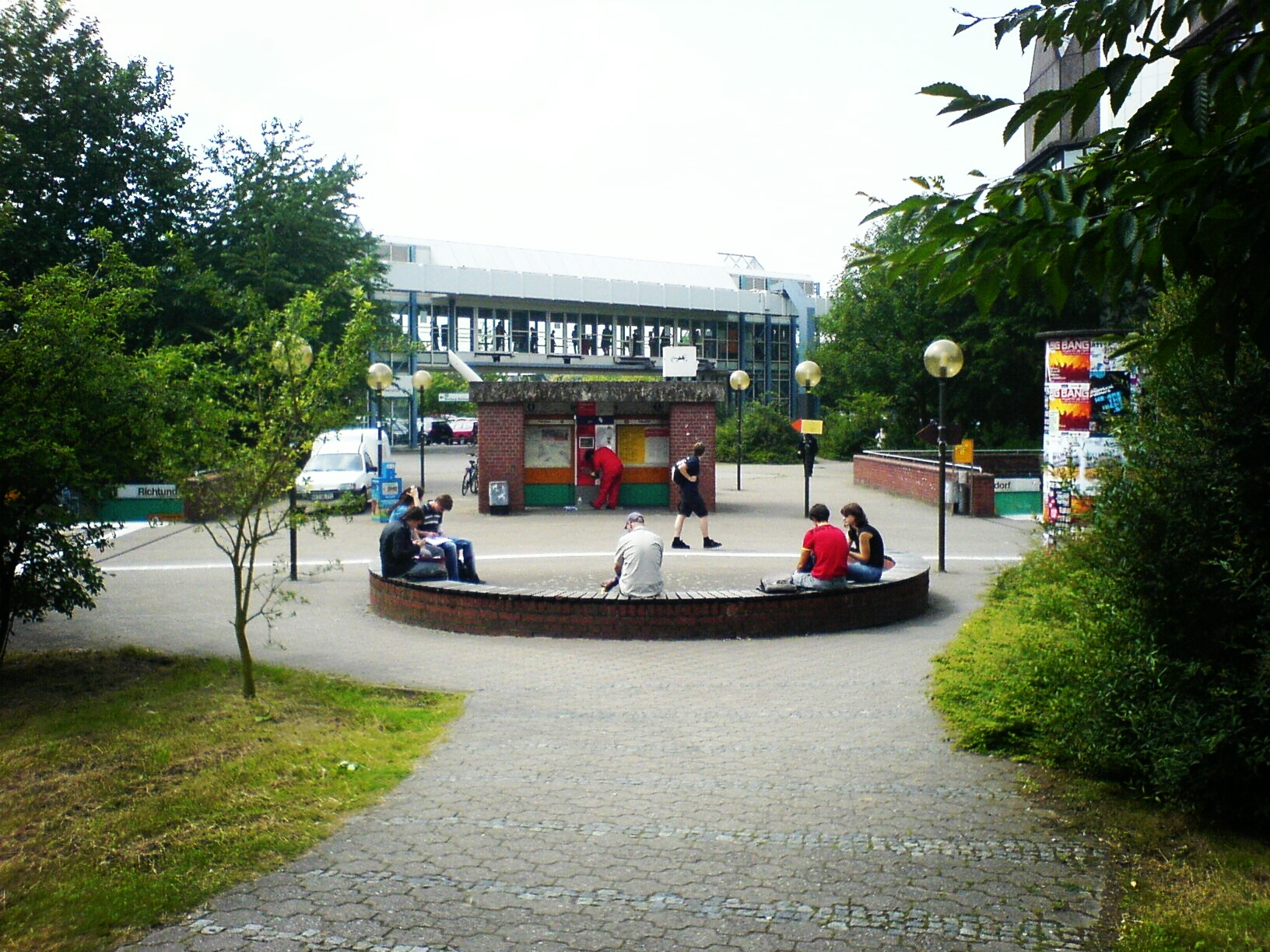
H-Bahnhof Dortmund Universität mit Übergang zur S-Bahn

Der Haltepunkt wurde 1983 mit der von der Deutschen Bundesbahn errichteten Neubaustrecke zwischen Bochum-Langendreer und Dortmund-Dorstfeld eröffnet. Zuvor war die Universität Dortmund nur mit Bussen erreichbar. Der Haltepunkt befindet sich unmittelbar unter dem Campus Nord der heutigen Technischen Universität Dortmund. Hierzu wurde ein 1.325 m langer Tunnel erbaut, in dem sich auch der Haltepunkt Dortmund-Dorstfeld Süd befindet. Dieser Tunnel wird offiziell als „Tunnel Universität“, umgangssprachlich auch als „Uni-Tunnel“ bezeichnet.
Wie alle anderen Stationen auf dieser Linie dient er ausschließlich dem Personenverkehr. Die Seitenbahnsteige an den beiden Streckengleisen sind jeweils 218 m lang und 96 cm hoch. So wird ein höhengleicher Einstieg in die hier verkehrenden Züge ermöglicht.

## Verkehrliche Bedeutung
Der Haltepunkt wird in der Woche tagsüber im Fünfzehnminutentakt von der Linie S1 der S-Bahn Rhein-Ruhr bedient, die auch eine Umsteigeverbindung zur Ruhr-Universität Bochum, der Universität Duisburg-Essen sowie der Heinrich-Heine-Universität Düsseldorf herstellt. In der Tagesrandlage, samstags sowie an Sonn- und Feiertagen fährt die S-Bahn im Halbstundentakt, im Nachtverkehr (am Wochenende) stündlich. Ausführendes Eisenbahnverkehrsunternehmen ist die DB Regio NRW GmbH.
Direkt über dem Haltepunkt befindet sich eine Haltestelle der H-Bahn Dortmund. Beide Stationen sind über einen gemeinsamen Aufzug barrierefrei erreichbar (s. Bild), so dass mobilitätseingeschränkte Reisende beide Verkehrsmittel ohne Probleme benutzen können. Außerdem wird die nahegelegene gleichnamige Bushaltestelle tagsüber jeweils im Zwanzigminutentakt von den DSW21-Stadtbuslinien 445, 447 und 462 bedient, abends hält hier auch die Linie 465, und im NachtExpress-Netz ist die Haltestelle über die Linie NE8 mit der Dortmunder Innenstadt verbunden. Seit dem 7. Januar 2025 verkehrt zudem an dieser Bushaltestelle die Line 371 der Verkehrsgesellschaft Ennepe-Ruhr. Diese schafft eine direkte Verbindung von Witten Hbf über die Wittener Innenstadt, die Universität Witten/Herdecke, Witten-Stockum und Dortmund-Oespel zur Dortmunder Uni.

## Linien
| Linie | Verlauf | Takt                                                                            |
| ----- | --- | ------------------------------------------------------------------------------- |
| S 1   | Solingen Hbf – SG-Vogelpark – Hilden Süd – Hilden – D-Eller – D-Eller Mitte – D-Oberbilk – D-Volksgarten – Düsseldorf Hbf – D-Wehrhahn – D-Zoo – D-Derendorf – D-Unterrath – D-Flughafen – Angermund – DU-Rahm – DU-Großenbaum – DU-Buchholz – DU-Schlenk – Duisburg Hbf – MH-Styrum – Mülheim (Ruhr) Hbf – E-Frohnhausen – Essen West – Essen Hbf – E-Steele – E-Steele Ost – E-Eiberg – Wattenscheid-Höntrop – BO-Ehrenfeld – Bochum Hbf – BO-Langendreer West – BO-Langendreer – DO-Kley – DO-Oespel – DO-Universität – DO-Dorstfeld Süd – DO-Dorstfeld – Dortmund Hbf Stand: Fahrplanwechsel Dezember 2023 | 30 min 20 min (Solingen–Duisburg wochentags) 15 min (Essen–Dortmund wochentags) |